# Tetragnatha rossi
Tetragnatha rossi là một loài nhện trong họ Tetragnathidae.
Loài này thuộc chi Tetragnatha. Tetragnatha rossi được miêu tả năm 1975 bởi Chrysanthus.